# Liste der Kulturdenkmale in Neuendeich
In der Liste der Kulturdenkmale in Neuendeich sind alle Kulturdenkmale der schleswig-holsteinischen Gemeinde Neuendeich (Kreis Pinneberg) und ihrer Ortsteile aufgelistet (Stand: 14. April 2025).

## Legende
In den Spalten befinden sich folgende Informationen:
- Objekt-ID: die Nummer des Kulturdenkmales
- Lage: die Adresse des Kulturdenkmales und die geographischen Koordinaten. Kartenansicht, um Koordinaten zu setzen. In der Kartenansicht sind Kulturdenkmale ohne Koordinaten mit einem roten Marker dargestellt und können in der Karte gesetzt werden. Kulturdenkmale ohne Bild sind mit einem blauen Marker gekennzeichnet, Kulturdenkmale mit Bild mit einem grünen Marker.
- Offizielle Bezeichnung: Bezeichnung des Kulturdenkmales
- Beschreibung: die Beschreibung des Kulturdenkmales
- Bild: ein Bild des Kulturdenkmales

## Bauliche Anlagen
| Objekt-ID      | Lage                                         | Offizielle Bezeichnung                                 | Beschreibung | Bild            |
| -------------- | -------------------------------------------- | ------------------------------------------------------ | --- | --------------- |
| 30664          | Oberrecht 11 (53° 40′ 36″ N, 9° 38′ 16″ O)   | Fachhallenhaus                                         | Fachhallenhaus; Ende 17. Jh.; reetgedecktes Zweiständerfachhallenhaus unter hohem Satteldach mit Halbwalm an Wirtschaftsgiebel und Vollgiebelfeld im Wohnbereich, Einfahrtstor mit Zaun - Begründung: geschichtlich, Kulturlandschaft prägend - Schutzumfang: Fachhallenhaus, Einfahrtstor mit Zaun - Denkmaltyp: Bauliche Anlage | BW              |
| 24918          | Rosengarten 3 (53° 40′ 35″ N, 9° 36′ 34″ O)  | Fachhallenhaus                                         | Fachhallenhaus; 18. Jh.; reetgedecktes Zweiständerfachhallenhaus mit Vollgiebel, Sommerhausanbau und Stallerweiterung; Warft, Baumreihe vor Wohngiebel - Begründung: geschichtlich, Kulturlandschaft prägend - Schutzumfang: Fachhallenhaus, Baumreihe, Warft - Denkmaltyp: Bauliche Anlage                                       | Fotos hochladen |
| 10738 Wikidata | Rosengarten 36 (53° 41′ 18″ N, 9° 36′ 59″ O) | Wohn- und Wirtschaftsgebäude (Hof Meyn) Fachhallenhaus | Alteintragung (Aktualisierung vorgesehen) - Begründung: Alteintragung (Aktualisierung vorgesehen) - Schutzumfang: Alteintragung (Aktualisierung vorgesehen) - Denkmaltyp: Bauliche Anlage | Fotos hochladen |
| 2684 Wikidata  | Rosengarten 40 (53° 41′ 25″ N, 9° 37′ 1″ O)  | Hofanlage, Scheune                                     | Alteintragung (Aktualisierung vorgesehen) - Begründung: Alteintragung (Aktualisierung vorgesehen) - Schutzumfang: Alteintragung (Aktualisierung vorgesehen) - Denkmaltyp: Bauliche Anlage | Fotos hochladen |
| 24911          | Schlickburg 48 (53° 41′ 36″ N, 9° 35′ 13″ O) | Fachhallenhaus                                         | Fachhallenhaus; 18. Jh.; Fachhallenhaus von elf Fach, Außenwände massiv erneuert, reetgedecktes Halbwalmdach - Begründung: geschichtlich, Kulturlandschaft prägend - Schutzumfang: gesamtes Objekt - Denkmaltyp: Bauliche Anlage                                                                                                  | Fotos hochladen |

## Ehemalige Kulturdenkmale
Bis zum Inkrafttreten der Neufassung des schleswig-holsteinischen Denkmalschutzgesetzes am 30. Januar 2015 waren in der Gemeinde Neuendeich nachfolgend aufgeführte Objekte als Kulturdenkmale gemäß §1 des alten Denkmalschutzgesetzes (DSchG SH 1996) geschützt:
| Objekt-ID | Lage                                         | Offizielle Bezeichnung                  | Beschreibung                                                              | Bild            |
| --------- | -------------------------------------------- | --------------------------------------- | ------------------------------------------------------------------------- | --------------- |
|           | Binnendiek 1 (53° 40′ 27″ N, 9° 35′ 2″ O)    | Wohn- und Wirtschaftsgebäude            |                                                                           | Fotos hochladen |
|           | Binnendiek 5 (53° 40′ 31″ N, 9° 34′ 58″ O)   | Wohnhaus                                |                                                                           | Fotos hochladen |
|           | Kuhlworth 37 (53° 40′ 29″ N, 9° 35′ 29″ O)   | Wohn- und Wirtschaftsgebäude            |                                                                           | Fotos hochladen |
|           | Kuhlworth 45 (53° 40′ 27″ N, 9° 35′ 13″ O)   | Wohn- und Wirtschaftsteil               |                                                                           | Fotos hochladen |
|           | Oberrecht 65 (53° 40′ 26″ N, 9° 36′ 53″ O)   | Hofanlage, Wohnhaus und Scheune         | Wohnhaus wurde im Februar 2010 durch Feuer zerstört, durch Neubau ersetzt | Fotos hochladen |
|           | Oberrecht 73 (53° 40′ 28″ N, 9° 36′ 44″ O)   | Ehemaliges Wohn- und Wirtschaftsgebäude |                                                                           | Fotos hochladen |
|           | Rosengarten 5 (53° 40′ 35″ N, 9° 36′ 37″ O)  | Scheune, Wohn- und Wirtschaftsgebäude   |                                                                           | Fotos hochladen |
|           | Rosengarten 13 (53° 40′ 48″ N, 9° 36′ 43″ O) | Wohn- und Wirtschaftsgebäude            | Scheune wurde 2004 durch Sturm zerstört                                   | Fotos hochladen |
|           | Schadendorf 42 (53° 40′ 57″ N, 9° 35′ 41″ O) | Wohnhaus                                |                                                                           | Fotos hochladen |
|           | Schadendorf 42 (53° 40′ 56″ N, 9° 35′ 40″ O) | Scheune                                 | Scheune, zerstört durch Sturm                                             | BW              |
|           | Schadendorf 44 (53° 41′ 0″ N, 9° 35′ 43″ O)  | Wohn- und Wirtschaftsgebäude            |                                                                           | Fotos hochladen |
|           | Schlickburg 86 (53° 42′ 0″ N, 9° 35′ 14″ O)  | Wohn- und Wirtschaftsgebäude            | Nicht mehr erhalten, 2013 durch Feuer zerstört                            | Fotos hochladen |

## Quelle
- Liste der Kulturdenkmale in Schleswig-Holstein – Kreis Pinneberg (PDF)

- Karte mit allen Koordinaten:
- OSM |
- WikiMap